# Saint-Marcel (Eure)
Saint-Marcel è un comune francese di 4 425 abitanti situato nel dipartimento dell'Eure nella regione della Normandia.

## Società

### Evoluzione demografica
Abitanti censiti